# التوفانت
التوفانت (به ایتالیایی: Altofonte) یک سکونتگاه مسکونی در ایتالیا است که در استان پالرمو واقع شده‌است.جمعیت این منطقه طبق آخرین آمار، ۱۰۳۷۸ نفر اعلام شده است.

## خصوصیات
التوفانت ۳۵٫۳ کیلومترمربع مساحت و ۱۰۳۷۸ نفر جمعیت دارد و ۳۵۰ متر بالاتر از سطح دریا واقع شده‌است.